# 报刊自由委员会
报刊自由委员会（The Commission on Freedom of Press,又称哈钦斯委员会）是1943年由时代出版公司创始人亨利·鲁斯提议并资助20万美元，为调查分析美国报刊自由现状和前景而成立的非官方、临时性新闻研究机构。

## 历史
1942年12月，美国《时代》周刊创办人亨利·卢斯邀请同窗好友、时任芝加哥大学校长的罗伯特·哈钦斯组织一个私人研究机构，对美国新闻自由现状和前景开展调查。经过两年筹备，1944年2月，哈钦斯宣布，这个名为报刊/新闻自由委员会的研究机构在芝加哥大学成立。《时代》出版公司出资20万美元，不列颠百科全书公司出资1.5万美元。
在成立后两年时间里，委员会共召开17次会议，听取了58名新闻界相关人员的证词，访谈了220多位关心新闻界现状的各界人士，研究了176份由委员会或工作人员准备的文献。

## 构成
共有13名成员，除过哈钦斯本人外，其他委员也都由哈钦斯提名，多为哈佛、耶鲁等校一流教授，此外，委员会还聘请了4位外国学者担任顾问，中国的胡适也在其中，出于保证评估更为客观的考虑，委员会并未邀请现职报人参与其中：

### 主席
罗伯特·哈钦斯，芝加哥大学校长。故该委员会又名“哈钦斯委员会”。

### 副主席
小泽长赖亚·查菲，哈佛大学法学教授。

### 成员
- 约翰·克拉克，哥伦比亚大学经济学教授。
- 约翰·迪辛森，宾夕法尼亚大学法学教授兼宾夕法尼亚铁路公司法律总顾问。
- 威廉·霍金，哈佛大学名誉哲学教授。
- 哈罗德·拉斯威尔，耶鲁大学法学教授。
- 阿奇博尔德·麦克利什，前助理国务卿。
- 查理斯·梅利亚姆，芝加哥大学政治学教授。
- 莱因霍尔德·尼布尔，联合神学院宗教伦理和哲学教授。
- 罗伯特·雷德菲尔德，芝加哥大学人类学教授。
- 阿瑟·施莱辛格，哈佛大学历史学教授。
- 乔治·舒斯特，哈佛大学历史学教授，亨特学院院长。
- 比尔兹利·鲁梅尔，美国联邦储备银行纽约分行主席。

### 外国顾问
- 约翰·格里尔森(John Grierson)，加拿大战时新闻委员会(Wartime Information Board)前总经理。
- 胡适，前中国驻美大使。(1944年后，胡适无法参与委员会的工作)
- 雅克·马里坦(Jacques Maritain)，自由法兰西高级研究学院院长。(马里坦于1945年2月辞职，担任法国驻罗马教廷大使)
- 库尔特·里茨勒(Kurt Riezler)，社会研究新学院(New School for Social Research)哲学教授。

### 委员会其他工作人员
- 主任：罗伯特·D·利(Robert D.Leigh)，美国政治学家。
- 副主任：卢埃琳·怀特(Llewellyn White)。

- 鲁斯·A·英格里斯(Ruth A.Inglis)
- 米尔顿·D·斯图尔特(Milton D.Stewart)

## 研究成果
报刊自由委员会经过三年的调查，提出了《一个自由而负责的报刊》的总报告和6份分报告，提出了社会责任论。对自由主义报刊理论进行修正，发展了人们对新闻自由的认识。
1947年3月，委员会发表《一个自由而负责的报刊》(A Free and Responsible Press)的总报告。

### 报告概述
总报告共有六章，依次为：
1. 问题与原则
2. 要求
3. 传播革命
4. 表现
5. 自律
6. 怎么办

最后为“结语——新闻自由：原则概述”
除此之外，委员会还主持出版了其他委员及工作人员的专项研究成果，其中包括副主席小泽长赖亚·查菲的《政府与大众传播》(Government and Mass Communications)、威廉·霍金的《新闻自由》(Freedom of the Press)等。

## 批评和影响
报告发布后引起美国新闻界、理论界强烈反响，褒贬不一。
批评：报刊自由委员会中没有一名新闻学教授，在美国的很多学者眼中，报刊自由主要不是新闻理论问题，而是政治的、经济的、法律的、社会的以及哲学、伦理上的问题。而且给政府提供了控制媒体的理论把柄。
称赞：新闻自由委员会的结论标志着“美国新闻史上的一个重要事件”，为美国新闻界找到了“一个良好、可行的框架”。
影响：1956年传播学者施拉姆等人所撰《传媒的四种理论》出版后，《一个自由而负责的新闻界》被认为是现代“报刊的社会责任理论”的奠基作。